# Ифилл, Пол
Пол Э́вертон И́филл (англ. Paul Everton Ifill; род. 20 октября 1979[…], Брайтон, Восточный Суссекс) — английский и барбадосский футбольный полузащитник и тренер, бывший игрок сборной Барбадоса.

## Карьера

### Клубная
Пол Ифилл начинал карьеру в «Миллуолле» на позиции нападающего. Первые несколько лет игрок имел проблемы со спиной и был близок к тому, чтобы завершить карьеру, но сумел вернуться в строй, перейдя на позицию полузащитника. Наибольшего успеха с «Миллуоллом» Ифилл добился в 2004 году, когда его команда вышла в финал Кубка Англии, где уступила «Манчестер Юнайтед». Всего за «Миллуолл» Пол провёл 7 сезонов, в которых сыграл 234 матча и забил 40 мячей.
В мае 2005 года Ифилл перешёл в «Шеффилд Юнайтед». Сумма сделки составила 800 тысяч фунтов стерлингов. В первом сезоне за новый клуб Ифилл сыграл 39 матчей, в которых забил 9 голов, чем помог «Шеффилду» занять второе место в Чемпионшипе и попасть в Премьер-лигу.
В начале сезона из-за разногласий с тренером Нилом Уорноком Ифилл был выставлен на трансфер и в январе 2007 года перешёл в «Кристал Пэлас» за 750 тысяч фунтов стерлингов. В расположение нового клуба Ифилл прибыл в плохой физической форме, что помешало ему заиграть в полную силу. После назначения главным тренером «Кристал Пэласа» Нила Уорнока, с которым у Ифилла сложились плохие отношения ещё со времён их совместного пребывания в «Шеффилде», Пол стал появляться на поле гораздо реже. 18 августа 2008 года он был выставлен на трансфер.
21 июля 2009 года Ифилл подписал 2-летний контракт с новозеландским клубом «Веллингтон Феникс», выступающим в А-Лиге.

### Сборная
Ифилл дебютировал в сборной Барбадоса в июне 2004 года, в матче против Сент-Китса и Невиса. Участвовал в Карибском кубке наций 2006-07, где занял 4-е место в списке лучших бомбардиров, забив 6 мячей. Был капитаном сборной в двух отборочных матчах к чемпионату мира 2010 года.